# Josef Krainer (1930-2016)
Pour l’article homonyme, voir Josef Krainer (1903-1971).
Josef Krainer, né le 26 août 1930 à Graz et mort le 30 décembre 2016 à Graz, est un homme politique autrichien membre du Parti populaire autrichien (ÖVP).

## Biographie

### Carrière
Il étudie le droit à l'université de Graz puis poursuit son cursus au centre de Bologne de l'université Johns-Hopkins.
Il travaille d'abord dans l'entreprise familiale de brique, puis dans une société agricole. Il devient secrétaire général de l'Action catholique de Styrie (KAS) en 1956, puis assistant universitaire au sein de l'université de Graz six ans après.
Il est nommé directeur régional adjoint de l'Association des paysans autrichiens, une organisation sectorielle du Parti populaire autrichien. Il est promu directeur régional trois ans après.

### Vie politique
Il est élu député au Conseil national au cours des élections législatives du 1er mars 1970. Il démissionne en décembre 1971 pour entrer au gouvernement régional de Styrie que dirige Friedrich Niederl. L'année qui suit, il est désigné président régional de l'ÖVP.

#### Landeshauptmann de Styrie
Après que Niederl a démissionné, Josef Krainer est investi à 51 ans Landeshauptmann de Styrie le 4 juillet 1980. Il prend ainsi le pouvoir à peine neuf ans après la mort de son père, à la tête du Land entre 1948 et 1971.
Des élections régionales anticipées sont convoquées le 4 octobre 1981. Le scrutin est remporté par le Parti populaire, qui totalise 50,9 % des voix et 30 députés sur 56. Si le scrutin du 21 septembre 1986 sont un succès pour l'ÖVP qui remporte 51,8 % des suffrages, celui du 22 septembre 1991 sont une contre-performance avec 44,2 % des voix. 
Il renonce au pouvoir après l'échec des élections anticipées du 17 décembre 1995. Bien que le Parti populaire soit toujours le premier parti de Styrie, il perd huit points et ne devance plus le Parti social-démocrate d'Autriche (SPÖ) que de 0,4 point. Il cède alors ses fonctions à Waltraud Klasnic, qui devient la première femme à gouverner un Land.